# Primož Urh Zupan
Primož Urh-Zupan, slovenski smučarski skakalec, * 22. januar 1983.
Urh-Zupan je bil član kluba SK Triglav Kranj. V kontinentalnem pokalu je dosegel svojo najboljšo uvrstitev 21. februarja 2003 v Brotterodu, ko je osvojil peto mesto, še šestkrat pa se je uvrstil v prvo deseterico. V svetovnem pokalu je debitiral 16. januarja 1999 v Zakopanah, kjer je s 23. mestom dosegel svojo prvo uvrstitev med dobitnike točk. Na istem prizorišču je 18. decembra 1999 z enajstim mestom dosegel svojo najboljšo uvrstitev v karieri. Skupno se je šestkrat uvrstil med dobitnike točk, zadnjič 7. marca 2001, ko je v Falunu zasedel 29. mesto. Na svetovnih prvenstvih je nastopil v letih 1999 in 2001. Leta 1999 je bil 21. na srednji skakalnici posamično, leta 2001 pa 30. na veliki skakalnici posamično ter peti na veliki in šesti na srednji skakalnici ekipno. 9. januarja 2005 je zadnjič tekmoval, nastopil je na tekmi kontinentalnega pokala v Planici.